# سیارک ۳۷۵۸
سیارک ۳۷۵۸ (به انگلیسی: 3758 Karttunen، نامگذاری:1983WP) سه هزار و هفتصد و پنجاه و هشتمین سیارک کشف شده‌است که در ۲۸ نوامبر ۱۹۸۳ کشف شد.
قدر مطلق سیارک برابر ۱۲٫۷۰ است.